# Assisi Grechetto
L'Assisi Grechetto è un vino DOC la cui produzione è consentita nella provincia di Perugia.

## Caratteristiche organolettiche
- colore: giallo paglierino tenue
- odore: gradevole, fresco, caratteristico
- sapore: asciutto, fresco, leggermente amarognolo, fruttato armonico

## Produzione
Provincia, stagione, volume in ettolitri
- nessun dato disponibile